# Agrilus angelicus
Agrilus angelicus är en skalbaggsart som beskrevs av Horn 1891. Agrilus angelicus ingår i släktet Agrilus och familjen praktbaggar. Inga underarter finns listade i Catalogue of Life.